# Gulu (district)
Le district de Gulu est un district du nord de l'Ouganda. Sa capitale est Gulu, la deuxième plus grande ville du pays.

## Histoire
Le district a été le cadre d'une grande activité de l'Armée de résistance du Seigneur depuis sa création à la fin des années 1980.

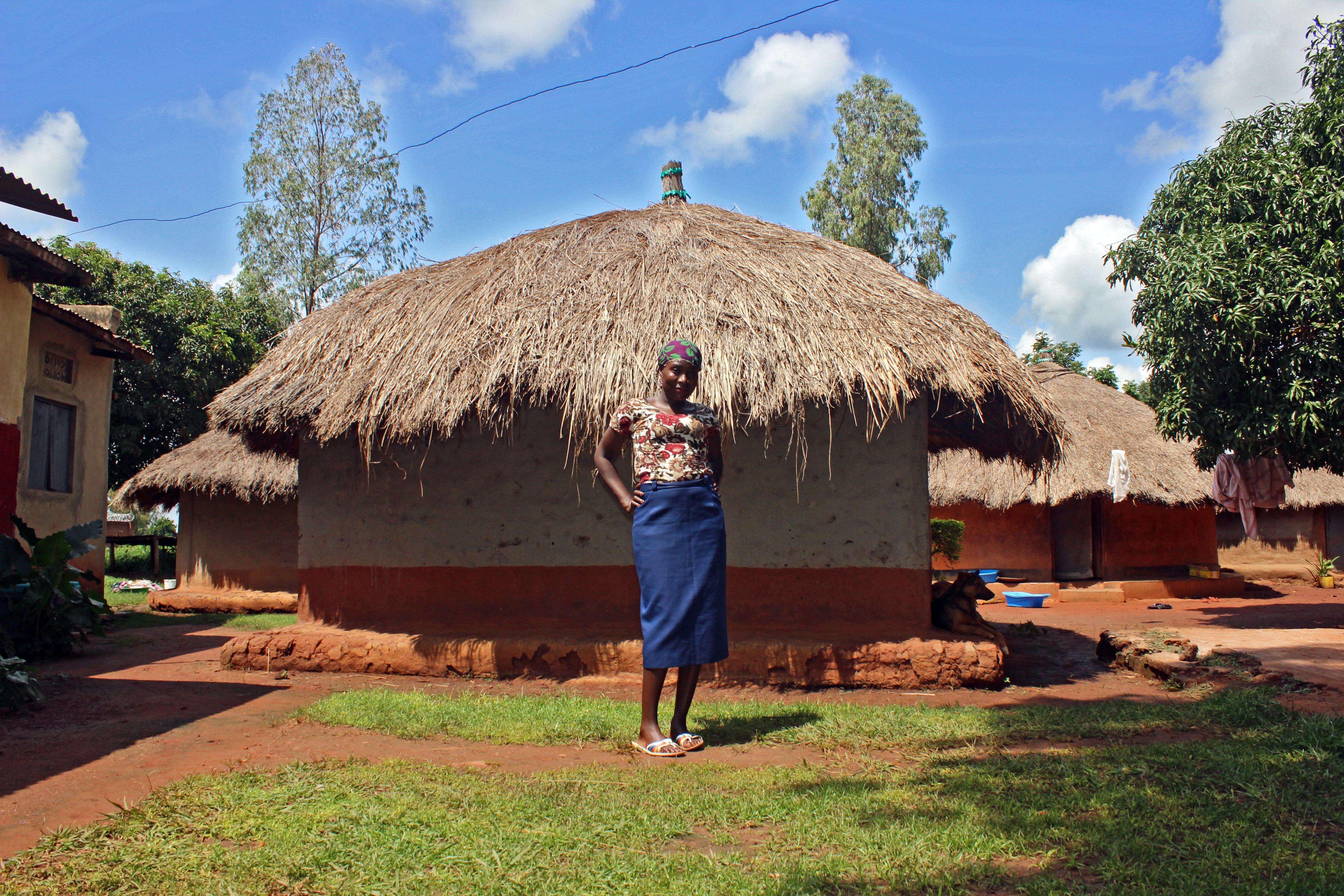
Une femme devant sa maison.
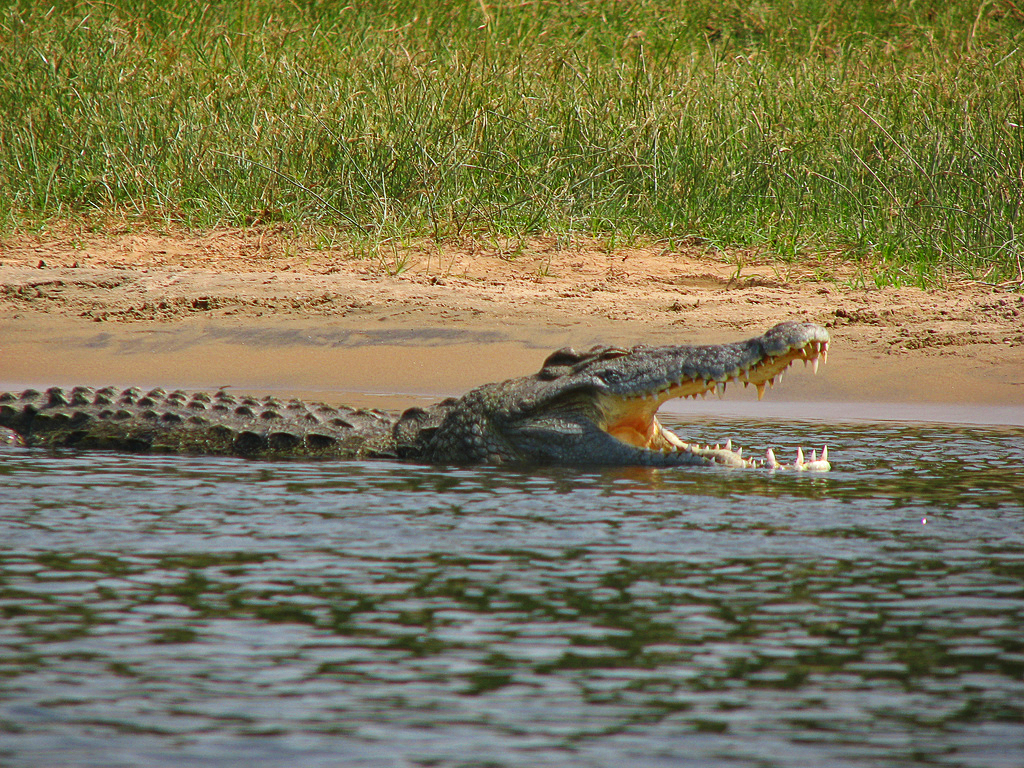
Un crocodile du Nil dans le district.
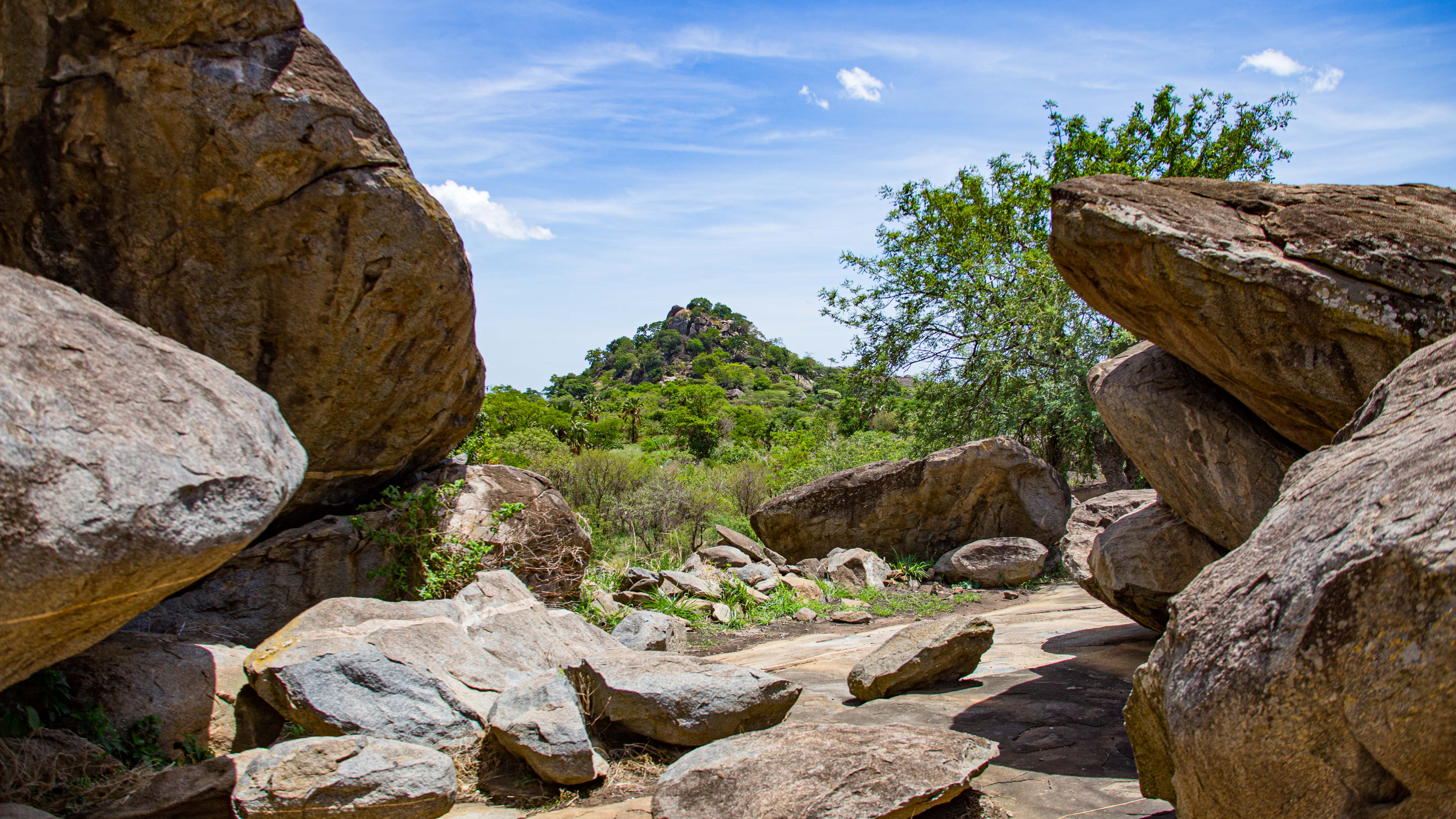
Rochers près du fort Pakito dans le Gulu. Avril 2019.